# Saif Yousef
Saif Yousef (Arabic:سيف يوسف) (sinh ngày 10 tháng 1 năm 1989) là một cầu thủ bóng đá người Các Tiểu vương quốc Ả Rập Thống nhất. Hiện tại anh thi đấu ở vị trí thủ môn cho Shabab Al-Ahli.